# Warszawska Brygada Obrony Terytorialnej
Warszawska Brygada Obrony Terytorialnej im. Jana Kilińskiego – związek taktyczny obrony terytorialnej ludowego Wojska Polskiego.
Warszawska Brygada Obrony Terytorialnej im. Jana Kilińskiego została sformowana na podstawie zarządzenia szefa Sztabu Generalnego WP Nr 03/Org. z dnia 24 stycznia 1980 roku, na bazie rozwiązanego pułku OT m. st. Warszawy. W jej skład weszło sześć batalionów piechoty OT oraz kompania saperów i kompania specjalna.
W lutym 1989 rozformowano cztery bataliony brygady. W sierpniu podjęto decyzję o jej rozwiązaniu. Likwidację brygady zakończono w marcu 1990 roku.

## Struktura organizacyjna brygady w 1980 roku
- Dowództwo Warszawskiej Brygady Obrony Terytorialnej w Warszawie (JW 2233)
- 12 batalion piechoty Obrony Terytorialnej w Warszawie (JW 2095)
- 13 batalion piechoty Obrony Terytorialnej w Warszawie (JW 2069)
- 14 batalion piechoty Obrony Terytorialnej w Warszawie (JW 2116)
- 15 batalion piechoty Obrony Terytorialnej w Warszawie (JW 2101)
- 16 batalion piechoty Obrony Terytorialnej im. Władysława Broniewskiego w Siedlcach (JW 2491)
- 17 batalion piechoty Obrony Terytorialnej w Łowiczu (JW 2273)
- kompania saperów
- kompania specjalna